# 安東尼亞 (密蘇里州)
安東尼亞（英語：Antonia）是位於美國密蘇里州傑佛遜縣的非建制地區。

## 歷史
安東尼亞的郵局於1874年設立，其後於1905年停運。

## 地理
安東尼亞所處的海拔為高於海平面155米（即509英呎），而該地所採用的時區為UTC-6，即北美中部時區（CST）。同時該地設有夏令時間，為UTC-6調快一小時，即UTC-5（CDT）。